# Builders of the Adytum
Der Orden Builders of the Adytum (Erbauer des Adytum, kurz: B.O.T.A.) ist eine spirituelle Non-Profit-Organisation mit Sitz in Los Angeles, die international Unterweisungen in hermetischer Symbolik und kabbalistischer Lehre anbietet. B.O.T.A. versteht sich als ein Zweig der traditionellen Mysterienschule des Abendlandes.
Die Organisation ist weltweit tätig. Hauptsächlich auf dem amerikanischen Kontinent, aber auch in Europa, Australien und Neuseeland, bestehen verschiedene Arbeitsgruppen, welche sich in regelmäßigen Abständen zur so genannten Gruppenarbeit treffen.
Diese Studiengruppen stehen allen Mitgliedern und Gästen offen und bieten den Rahmen für Gespräche und Diskussionen über das Lehrmaterial für ein besseres Verständnis, zur Ausübung der Toleranz, Harmonie und Eintracht und zur Durchführung von Meditationen.
In einigen Studiengruppen werden auch Rituale zur Heilung praktiziert.

## Geschichte
B.O.T.A. wurde am 21. März 1922 von dem amerikanischen Okkultisten Paul Foster Case und vier unbekannten Personen in New York City gegründet, die alle Mitglieder des Hermetic Order of the Golden Dawn waren, und nach Cases Tode von der Okkultistin Ann Davies inhaltlich erweitert und fortgeführt.

Der Name Builders of the Adytum bezieht sich auf das angestrebte Ziel, einen inneren Tempel zu erbauen, in welchem das Allerheiligste entstehen soll, das Adytum (lat. für griech. Adyton).

In einer ersten Veröffentlichung stellt sich der Orden folgendermaßen dar:

„Eine Gesellschaft, die der praktischen Untersuchung der Prinzipien des kosmischen Gesetzes und dem Studium der Literatur, Riten und Symbole gewidmet ist, wobei das Wissen um diese Prinzipien durch die Jahrhunderte überliefert wurde.“

## Glaubensinhalte
Das Lehrsystem von B.O.T.A. beinhaltet die Kabbalah, die Prinzipien der hermetischen Philosophie, die spirituelle Alchemie und weitere Lehren der westlichen Mysterientradition.
In der Kabbalah sieht B.O.T.A. die Wurzeln der jüdischen und christlichen Religion, ordnet sich jedoch nicht einer bestimmten Glaubensrichtung ein.
Neben vielen Kerninhalten des Golden Dawn floss auch die intensive Beschäftigung von Case mit der Symbolik des Tarot in die Lehren von B.O.T.A. ein. Das Tarot wird jedoch nicht für divinatorische Zwecke verwendet, sondern stellt ein Werkzeug zur Lehre und persönlichen Erfahrungen der kabbalistischen Grundprinzipien, z. B. dem Kabbalistischen Symbol des Baum des Lebens und dessen Sephiroth, dar. Die Verwaltung des Ordens stellt den ordentlichen Mitgliedern Lernmaterialien, welche unter anderem die Interpretation der Kabbalah, des Tarot und der Astrologie beinhalten, über Lehrbriefe zur Verfügung.
Das Studium der Lehren erfolgt durch Lehrbriefe in deren der Studierende auch angehalten wird, einen eigenen Satz Tarot-Karten herzustellen. Dies dient vor allem dazu, die eigene Persönlichkeit in die Symbolik des Tarot einfließen zu lassen (Paul Foster Case).
Weiterer Lerninhalt ist zudem der Raumwürfel, der sich aus dem kabbalistischen Buch Sefer Jetzirah ableitet.